# Śmiertelność połowowa
Śmiertelność połowowa – odsetek ryb z danej populacji zabitych wskutek połowów. 
Jest to jeden z głównych wskaźników używanych w planowaniu połowów w ramach wspólnej polityki rybołówstwa Unii Europejskiej. Stopniowe obniżanie połowowej śmiertelności przełowionych stad ma gwarantować ich odbudowę w wodach państw należących do Unii.